# Gwennap
Gwennap – wieś w Anglii, w Kornwalii. Leży 29 km na północny wschód od miasta Penzance i 383 km na zachód od Londynu. W 2001 miejscowość liczyła 1501 mieszkańców.